# Luận tội

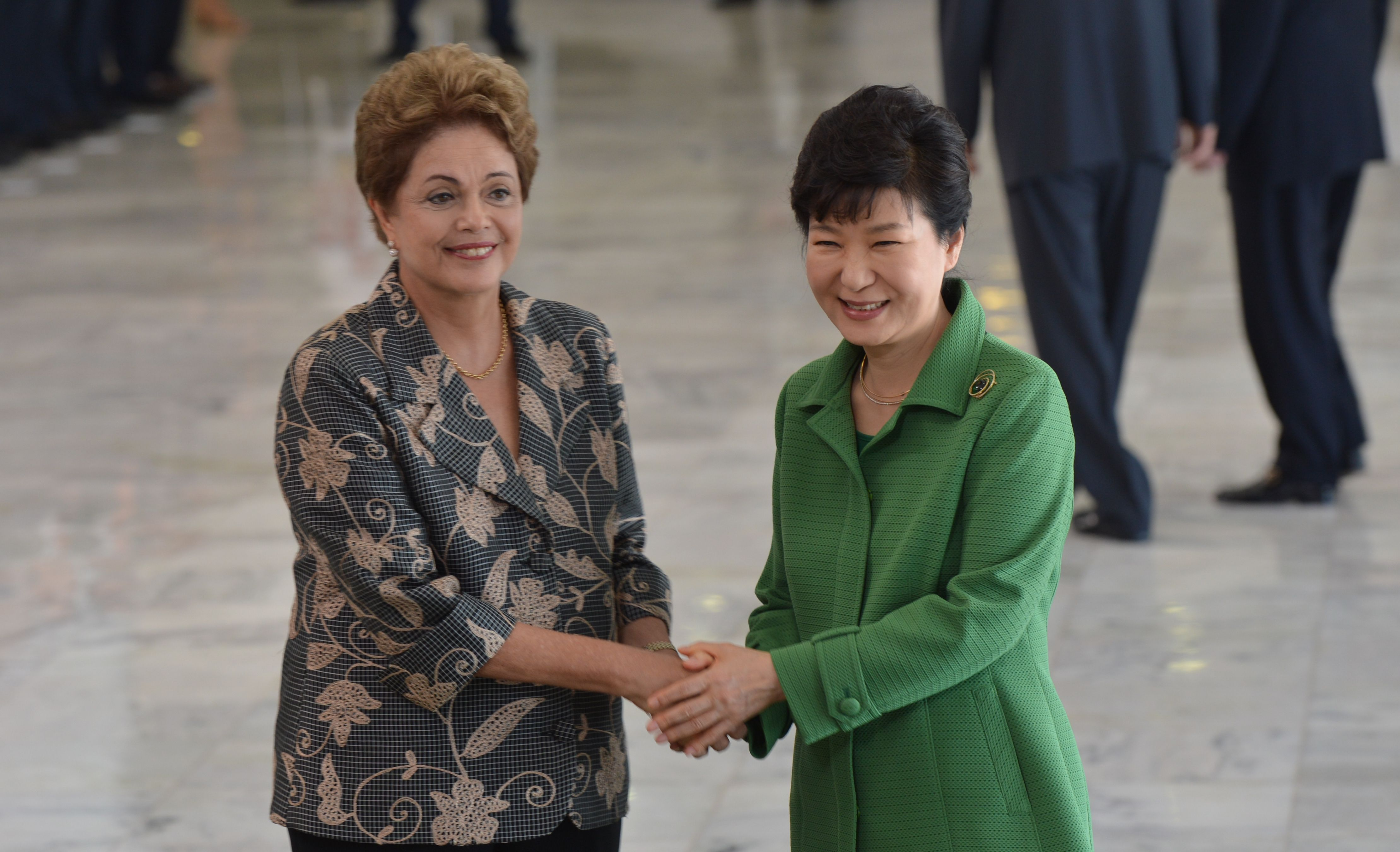
Tổng thống Brazil Dilma Rousseff và Tổng thống Hàn Quốc Park Geun-hye đều bị luận tội và bị cách chức năm 2016.

Luận tội hay đàn hặc là quá trình mà một cơ quan lập pháp buộc tội chống lại một quan chức chính phủ. Nó không có nghĩa là cách chức quan chức đó; nó chỉ là một tuyên bố buộc tội, giống như một bản cáo trạng trong luật hình sự. Một khi một cá nhân bị luận tội, quan chức này phải đối mặt với khả năng bị kết án bởi một cuộc bỏ phiếu lập pháp, mà phán quyết đòi hỏi phải loại bỏ quan chức trên ra khỏi chức vụ.
Bởi vì luận tội và kết án các quan chức liên quan đến việc đảo ngược các thủ tục hiến pháp thông thường mà theo đó các cá nhân đạt được chức vụ cao (nhờ bầu cử, phê chuẩn hoặc bổ nhiệm) và vì nó thường đòi hỏi đa số phiếu, nên luận tội thường được dành cho những người bị coi là lạm dụng chức vụ nghiêm trọng. Ví dụ, tại Hoa Kỳ, việc luận tội ở cấp liên bang chỉ giới hạn ở những người có thể đã phạm tội " Phản quốc, Hối lộ, hoặc các tội ác nghiêm trọng." 
Luận tội tồn tại theo luật hiến pháp ở nhiều nước trên thế giới, bao gồm Brazil, Cộng hòa Ireland, Ấn Độ, Philippines, Nga, Hàn Quốc, Pháp và Hoa Kỳ.

## Luận tội ở một số quốc gia

### Brasil
Ở Brasil và nhiều nước Nam Mỹ khác, "luận tội" nghĩa là cách chức. Tổng thống Brasil có thể bị tạm thời đình chỉ chức vụ bởi Hạ viện và sau đó bị xét xử và cách chức bởi Thượng viện Liên bang. Hiến pháp Brasil quy định phải có ít nhất ⅔ hạ nghị sĩ bỏ phiếu đồng thuận để bắt đầu quy trình luận tội và ⅔ thượng nghị sĩ bỏ phiếu đồng thuận luận tội. Thống đốc các bang và thị trưởng cũng có thể bị luận tội bởi nghị viện của mỗi nơi. Điều 2 của Luật số 1079 ngày 10 tháng 4 năm 1950, hay còn gọi là "Luật Luận tội", quy định: "Với những tội danh được nêu trong luật này, bao gồm trường hợp phạm tội không thành, hình phạt cách chức và cấm thi hành mọi công vụ trong 5 năm có thể được Thượng viện áp dụng với Tổng thống Cộng hòa, các Bộ trưởng, các Thẩm phán Tòa án Tối cao Liên bang, hoặc Viện trưởng Viện Kiểm sát."
Tố cáo: Mọi công dân Brasil đều có quyền gửi đơn tố cáo Tổng thống; tuy nhiên, Chủ tịch Hạ viện có quyền quyết định chấp nhận hay không chấp nhận các tội danh trong đơn tố cáo. Nếu các tội danh được chấp nhận, đơn tố cáo sẽ được đọc tại cuộc họp tiếp theo và báo cáo lên Tổng thống.
Ủy ban đặc biệt: Một ủy ban đặc biệt được thành lập gồm hạ nghị sĩ từ mọi đảng trong hạ viện theo tỉ lệ số ghế. Ủy ban có nhiệm vụ xem xét và cân nhắc việc luận tội có cần thiết hay không. Tổng thống được phép bào chữa cho mình trong mười cuộc họp Quốc hội. Sau đó, hai buổi họp được tổ chức để một báo cáo viên cho ý kiến về việc bắt đầu quy trình luận tội và xét xử ở Thượng viện.
Ý kiến của báo cáo viên được đưa ra ủy ban để biểu quyết. Nếu được đa số phiếu tán thành, ý kiến được thông qua. Nếu đa số phiếu không tán thành, ủy ban sẽ thông qua một ý kiến khác được đa số ủy viên ủng hộ. Ví dụ, nếu báo cáo viên không đồng ý luận tội nhưng đa số ủy viên không tán thành, ủy ban sẽ thông qua ý kiến đồng ý luận tội và ngược lại.
Hạ viện: Ý kiến của ủy ban được đưa ra Hạ viện để biểu quyết. Ý kiến đồng ý luận tội phải được ít nhất ⅔ số phiếu tán thành để được thông qua (hoặc là ⅔ số phiếu không tán thành ý kiến phản đối luận tội) để phê chuẩn quy trình luận tội ở Thượng viện. Tổng thống bị tạm thời đình chỉ chức vụ khi Thượng viện chấp nhận bản cáo trạng từ Hạ viện và quyết định đưa ra xét xử.
Thượng viện: Trước đây, quy trình luận tội ở Thượng viện không được quy định cụ thể, cho đến năm 1992 khi thủ tục chi tiết quy trình luận tội được xuất bản trong Công báo Liên bang. Theo quy định này, một uỷ ban đặc biệt khác được thành lập và hoạt động như uỷ ban ở Hạ viện nhưng mỗi bước trong quy trình bị giới hạn thời gian. Ý kiến của uỷ ban phải được trình lên Thượng viện trong vòng 10 ngày, sau đó được đưa ra bỏ phiếu ở cuộc họp tiếp theo. Việc bỏ phiếu phải hoàn thành trong một cuộc họp duy nhất; trong vụ luận tội Tổng thống Dilma Rousseff, phải mất hơn 20 tiếng Thượng viện mới hoàn thành việc bỏ phiếu. Nếu được thông qua với số phiếu quá bán, Thượng viện sẽ bắt đầu quá trình xem xét, Tổng thống bị tạm thời đình chỉ chức vụ và Phó Tổng thống được bổ nhiệm làm Tổng thống lâm thời. Bị cáo được bào chữa bằng văn bản trong vòng 20 ngày và 180 ngày của quá trình xét xử bắt đầu. Trong trường hợp quá trình xét xử vượt quá 180 ngày, Hiến pháp Brasil cho phép Tổng thống tạm thời trở lại chức vụ cho đến khi có kết quả xét xử.
Họp toàn Thượng viện: Ủy ban bắt đầu tra hỏi bị cáo hoặc luật sư của bị cáo. Bị cáo có quyền không tham dự tra hỏi. Bị cáo cũng có một buổi bào chữa để bảo đảm công bằng theo điều 5 của Hiến pháp. Trong 15 ngày, bị cáo được bào chữa và phản biện bằng chứng bằng văn bản và ủy ban sẽ đưa ra ý kiến trong 10 ngày. Mỗi Thượng nghị sĩ sẽ được cung cấp toàn bộ hồ sơ vụ án trước khi Thượng viện họp để bỏ phiếu quá bán đồng ý xét xử hay chấm dứt vụ án.
Thượng viện mở phiên tòa xét xử: Trong vòng 48 tiếng kể từ thông báo, một phiên điều trần sẽ được tổ chức gồm bị cáo và bên khởi tố và Chánh án Toà án Tối cao sẽ xác định thời gian mở phiên tòa xét xử trong vòng 10 ngày kể tử phiên điều trần. Các thượng nghị sĩ giữ vai trò là thẩm phán khi các nhân chứng được lấy lời khai và xét hỏi; mọi câu hỏi phải được trình lên Chánh án Tòa án Tối cao, người giữ vai trò là chủ tọa theo quy định của Hiến pháp. Chánh án quy định thời gian cho việc tranh luận và phản biện. Sau đó, hai bên rời khỏi phòng họp và các thượng nghị sĩ bắt đầu nghị án. Chánh án đọc tóm tắt các luận điểm, cáo trạng, bào chữa, và bằng chứng trước Thượng viện. Các thượng nghị sĩ sau đó lần lượt đưa ra bản án của mình. Nếu ít nhất ⅔ thượng nghị sĩ đưa ra quyết định kết án, Chánh án sẽ tuyên án và thông báo cho bị cáo. Ngược lại, bị cáo được tuyên bố trắng án.
Khi bị kết án, bị cáo bị tước mọi quyền chính trị trong vòng tám năm và không được ứng cử cho bất kỳ chức vụ nào trong thời gian đó.
Fernando Collor de Mello, Tổng thống thứ 32 của Brasil, từ chức vào năm 1992 trong khi đang bị luận tội. Mặc dù đã từ chức, Thượng viện vẫn quyết định kết án và ông bị tước quyền ứng cử trong vòng 8 năm vì tội hối lộ và tham nhũng.
Vào năm 2016, Hạ viện Brasil bắt đầu luận tội Tổng thống Dilma Rousseff với cáo buộc lãng phí ngân sách nhà nước, là một tội nghiêm trọng theo Hiến pháp. Vào ngày 12 tháng 5 năm 2016, sau 20 tiếng thảo luận, Thượng viện quyết định đưa vụ án ra xét xử với 55 phiếu thuận và 22 phiếu chống và Phó Tổng thống Michel Temer được lệnh đảm nhiệm quyền lực của Tổng thống. Vào ngày 31 tháng 8, 61 thượng nghị sĩ bỏ phiếu thuận và 20 thượng nghị sĩ bỏ phiếu chống để luận tội Rousseff, đủ ⅔ số phiếu để cách chức bà. Vì nhận được ít hơn ⅔ số phiếu thuận nên đợt bỏ phiếu để cấm bà đảm nhận các chức vụ trong 5 năm không được thông qua, mặc dù Hiến pháp không tách riêng việc cách chức và tước quyền đàm nhiệm chức vụ.

### Croatia
Thủ tục luận tội Tổng thống Croatia được bắt đầu bằng ít nhất ⅔ phiếu thuận trong Nghị viện (Sabor) và sau đó được trình lên Tòa án Hiến pháp. Nếu Tòa án Hiến pháp đồng ý luận tội với ⅔ phiếu thuận thì Tổng thống bị cách chức. Điều này chưa từng có tiền lệ trong lịch sử Cộng hòa Croatia. Nếu bị luận tội, nhiệm kỳ 5 năm của Tổng thống bị chấm dứt ngay lặp tức và một cuộc bầu cứ sẽ diễn ra trong vòng 60 ngày. Trong thời gian không có người giữ chức Tổng thống, Chủ tịch Nghị viện Croatia sẽ đảm nhiệm quyền lực và nghĩa vụ của Tổng thống với tư cách Tổng thống Cộng hòa Lâm thời.

### Cộng hòa Séc
Vào năm 2013, Hiến pháp Cộng hòa Séc được sửa đổi và bổ sung. Kể từ năm 2013, thủ tục luận tội được bắt đầu bởi ít nhất ⅗ số thượng nghị sĩ có mặt và được phê chuẩn bởi ít nhất ⅗ tổng số hạ nghị sĩ trong vòng ba tháng. Thêm vào đó, Tổng thống có thể bị luận tội vì tội phản quốc (tội mới được quy định trong Hiến pháp) hoặc những vi phạm Hiến pháp nghiêm trọng.
Thủ tục bắt đầu ở Thượng viện Cộng hòa Séc. Thượng viện chỉ có quyền luận tội Tổng thống. Sau khi được phê chuẩn bởi Hạ viện, vụ án được trình lên Tòa án Hiến pháp Cộng hòa Séc, là cơ quan quyết định bản án của Tổng thống. Nếu bị Tòa kết án, Tổng thống sẽ bị cách chức và bị cấm ứng cử chức Tổng thống vĩnh viễn.
Hiện vẫn chưa có Tổng thống Séc nào từng bị luận tội, mặc dù vào năm 2013, Thượng viện đã cố gắng luận tội Tổng thống Václav Klaus. Vụ án bị Tòa án Hiến pháp bãi bỏ với lý do nhiệm kỳ của ông lúc đó đã kết thúc. Thượng viện cũng đã đề nghị luận tội Tổng thống Miloš Zeman vào năm 2019 nhưng Hạ viện đã không bỏ phiếu phê chuẩn trước thời hạn, vì vậy mà vụ án không được trình lên Tòa án.

### Đan Mạch
Ở Đan Mạch, việc luận tội Thủ tướng và các bộ trưởng, cả đương nhiệm lẫn tiền nhiệm, đã có từ khi Hiến pháp Đan Mạch năm 1849 được ban hành. Khác với nhiều nước khác, Đan Mạch không có Tòa án Hiến pháp để xét xử những vụ án này. Thay vào đó, chức năng này được một tòa án đặc biệt là Tòa án Luận tội (tiếng Đan Mạch: Rigsretten) đảm nhiệm. Tòa án này được triệu tập khi một vị Thủ tướng hoặc bộ trưởng, cả đương nhiệm lẫn tiền nhiệm, bị luận tội. Chức năng của Tòa là xử lý và đưa ra bản án đối với các Thủ tướng và bộ trưởng bị cáo buộc vi phạm pháp luật khi giữ chức vụ. Trách nhiệm của Thủ tướng và các bộ trưởng được quy định tại Luật Trách nhiệm Chính phủ (tiếng Đan Mạch: Lov om ministres ansvarlighed) căn cứ vào điều 13 của Hiến pháp Đan Mạch. Theo thông lệ ở Đan Mạch, việc luận tội được khởi xướng ở Nghị viện Đan Mạch (Folketing) để được bàn luận bởi thành viên của các đảng khác nhau. Sau đó, Nghị viện bỏ phiếu để quyết định việc luận tội Thủ tướng hoặc bộ trưởng có cần thiết hay không. Nếu đa số phiếu ủng hộ việc luận tội, Tòa án Luận tội được triệu tập. Tòa án gồm không quá 15 thẩm phán của Tòa án Tối cao và 15 nghị sĩ do Nghị viện bầu chọn. Nhiệm kỳ của thành viên Tòa án Luận tội là sáu năm.

### Pháp
Ở Pháp, thủ tục tương đương với luận tội là destitution. Tổng thống Pháp có thể bị luận tội bởi Nghị viện Pháp vì vi phạm Hiến pháp Pháp hoặc pháp luật. Thủ tục luận tội được quy định tại điều 68 Hiến pháp Pháp. Một nhóm thượng nghị sĩ hoặc một nhóm hạ nghị sĩ có thể bắt đầu thủ tục. Sau đó, việc luận tội phải được phê chuẩn bởi cả Hạ viện và Thượng viện. Tiếp theo, cả hai viện kết hợp lại thành Tòa án Cấp cao. Cuối cùng, Tòa án cấp cao sẽ đưa ra quyết định có luận tội Tổng thống hay không.

### Đức
Tổng thống Liên Bang Đức có thể bị luận tội bởi cả Quốc hội Liên bang Đức (Bundestag) và Hội đồng Liên bang Đức (Bundesrat) vì vi phạm luật liên bang. Một khi Bundestag hay Bundesrat ra quyết định luận tội Tổng thống, Tòa án Hiến pháp Liên bang Đức sẽ quyết định bản án của Tổng thống và, nếu xác định Tổng thống có tội, sẽ quyết định Tổng thống có bị cách chức hay không. Tòa án Hiến pháp Liên bang Đức cũng có quyền cách chức các thẩm phán liên bang vì vi phạm những quy tắc cơ bản của Hiến pháp Liên bang hoặc hiến pháp của một bang nào đó. Thủ tục luận tội được quy định tại điều 61 của Luật cơ bản của Cộng hòa Liên bang Đức.
Luật Đức không quy định thủ tục luận tội dành cho Thủ tướng Đức; tuy vậy, Quốc hội Liên bang Đức có thể bầu ra Thủ tướng mới ở bất kỳ thời điểm nào (bằng cách bỏ phiếu bất tín nhiệm theo điều 67 của Luật cơ bản).
Đến nay vẫn chưa có Tổng thống Đức nào bị luận tội. Việc bỏ phiếu bất tín nhiệm Thủ tướng đã xảy ra hai lần vào năm 1972 và 1982, chỉ có lần thứ hai là thành công.

### Hồng Kông
Đặc khu trưởng Hồng Kông có thể bị luận tội bởi Hội đồng Lập pháp. Để bắt đầu điều tra, Hội đồng phải thông qua một nghị quyết được trình lên bởi ít nhất ¼ số thành viên đê tố cáo Đặc khu trưởng tội "vi phạm pháp luật hoặc sao lãng nhiệm vụ nghiêm trọng" mà không từ chức. Một ủy ban điều tra độc lập do Chánh án Tòa Giám đốc thẩm Hồng Kông làm chủ tịch sẽ tiến hành điều tra và báo cáo lại cho Hội đồng. Nếu Hội đồng nhận thấy có đầy đủ căn cứ, một nghị quyết sẽ được thông qua với ít nhất ⅔ số phiếu thuận để luận tội Đặc khu trưởng.
Tuy nhiên, Hội đồng Lập pháp không có quyền cách chức Đặc khu trưởng vì Đặc khu trưởng được bổ nhiệm bởi Quốc vụ viện Cộng hòa Nhân dân Trung Hoa (Chính phủ Trung Quốc). Hội đồng chỉ có quyền báo cáo kết quả điều tra về cho Chính phủ Trung Quốc quyết định.

### Hungary
Điều 13 của Luật cơ bản Hungary (Hiến pháp Hungary) quy định thu tục luận tội và cách chức Tổng thống. Tổng thống Hungary không phải chịu trách nhiệm hình sự khi đương nhiệm, tuy nhiên thì vẫn có thể bị truy tố sau khi hết nhiệm kỳ vì các tội phạm gây ra trong khi giữ chức. Nếu Tổng thống vi phạm hiến pháp khi giữ chức hoặc vi phạm luật hình sự thì có thể bị cách chức. Thủ tục cách chức có thể được khởi xướng bởi ít nhất ⅕ trong số 199 nghị sĩ của Quốc hội Hungary. Quốc hội bỏ phiếu kín, và nếu có ít nhất ⅔ phiếu thuận thì Tổng thống bị luận tội. Khi bị luận tội, Tổng thống bị đình chỉ thi hành các quyền lực của mình và Tòa án Hiến pháp Hungary sẽ đưa ra quyết định cách chức Tổng thống hay không.

### Ấn Độ
Tổng thống Ấn Độ và các thẩm phán, bao gồm Chánh án Tòa án Tối cao Ấn Độ và chánh án các Tòa án Cấp cao, có thể bị luận tội bởi Quốc hội trước khi nhiệm kỳ của họ kết thúc vì vi phạm Hiến pháp. Không một hình phạt nào khác ngoài luận tội được phép áp dụng cho Tổng thống đương nhiệm vì vi phạm Hiến pháp theo điều 361 của Hiến pháp. Tuy nhiên, sau khi bị cách chức thì Tổng thống có thể phải chịu hình phạt vì những hành vi bất hợp pháp như tội xúc phạm Hiến pháp, v.v. Hiện nay vẫn chưa có Tổng thống Ấn Độ nào từng bị luận tội.

### Ireland
Hiến pháp Ireland quy định rằng Tổng thống Ireland có thể bị luận tội vì "những tội danh được nêu". Trừ trường hợp bị luận tội, Tổng thống không thể bị cách chức hoặc phải chịu trách nhiệm cho những hành động của mình. Tuy nhiên, nếu năm thẩm phán của Tòa án Tối cao Ireland phán quyết rằng Tổng thống đã "mất năng lực hành vi vĩnh viễn" thì một cuộc bầu cử Tổng thống sẽ được tổ chức trong vòng 60 ngày và trong thời gian đó Ủy ban Tổng thống sẽ đảm nhiệm quyền hành và nghĩa vụ của Tổng thống. Thủ tục luận tội do Nghị viện (Oireachtas) thực hiện với một trong hai viện (Dáil hoặc Seanad) lập bản cáo trạng và viện còn lại đảm nhiệm việc điều tra và bỏ phiếu quyết định cuối cùng. Bản cáo trạng cần được ký bởi ít nhất 30 nghị sĩ và được thông qua bởi nghị quyết với ít nhất ⅔ tổng số thành viên của viện. Việc điều tra có thể được thực hiện bởi viện hoặc giao cho "một tòa án hay cơ quan khác". Tổng thống bị cách chức nếu ít nhất ⅔ thành viên của viện điều tra ủng hộ nghị quyết cho rằng có đủ chứng cứ để kết tội và tội danh đủ nghiêm trọng để cho rằng Tổng thống "không còn khả năng giữ chức".
Tính đến tháng 1 năm 2024, chưa có Tổng thống Ireland nào từng bị luận tội. Tổng thống sẽ thường từ chức trước khi bị kết tội hoặc luận tội để bảo vệ danh dự của chức vụ mang tính chất biểu tượng này. Vào năm 1976, sau khi bị chỉ trích bởi một bộ trưởng, Tổng thống Cearbhall Ó Dálaigh từ chức "để bảo vệ danh dự và sự độc lập của chức vụ tổng thống", mặc dù việc luận tội không được bàn bạc tới.
Mặc dù Hiến pháp cũng quy định Tổng kiểm toán và các thẩm phán của các tòa án cấp cao có thể bị cách chức vì "những tội được nêu", việc này không được tính là luận tội và chỉ cần được số phiếu quá bán ở mỗi viện của Nghị viện. Tuy vậy, thủ tục này vẫn được nôm na gọi là "luận tội".

### Ý
Ở Ý, theo điều 60 của Hiến pháp, Tổng thống Ý có thể bị luận tội với số phiếu quá bán trong một cuộc họp với cả hai viện của Nghị viện Ý vì tội phản quốc và lật đổ Hiến pháp. Nếu bị luận tội, Tổng thống Cộng hòa sau đó sẽ bị xét xử bởi Tòa án Hiến pháp cùng với 16 công dân từ 40 tuổi trở lên được lựa chọn ngẫu nhiên từ một danh sách do Nghị viên soạn thảo chín năm một lần.
Báo chí và các thế lực chính trị ở Ý dùng từ "luận tội" để chỉ việc một số thành viên Nghị viện thuộc đảng đối lập cố gắng bắt đầu thủ tục được điều 90 Hiến pháp quy định đối với các Tổng thống Francesco Cossiga (1991), Giorgio Napolitano (2014) và Sergio Mattarella (2018).

### Nhật Bản
Theo điều 78 của Hiến pháp Nhật Bản, các thẩm phán có thể bị luận tội. Cách thức bỏ phiếu do luật pháp quy định. Quốc hội Nhật Bản có hai cơ quan là Ủy ban Tài phán Truy tố (tiếng Nhật: 裁判官訴追委員会, Saibankan dangai saibansho), với vai trò truy tố và Sở Tài phán Luận tội (tiếng Nhật: 裁判官弾劾裁判所, Saibankan dangai saibansho), với vai trò như một tòa án theo điều 64 của Hiến pháp. Bảy thẩm phán đã bị cách chức bởi hai cơ quan này.

### Liechtenstein
Các thành viên Chính phủ Liechtenstein có thể bị luận tội trước Tòa án Quốc gia vì vi phạm Hiến pháp hoặc các luật khác. Vì là một nền quân chủ thế tập nên Thân vương gia không thể bị luận tội vì ông "không thuộc quyền xét xử của các tòa án và không phải chịu trách nhiệm pháp lý". Điều này cũng được áp dụng cho bất kỳ thành viên nào của Vương tộc Liechtenstein đang thực hiện các quyền hành của nguyên thủ quốc gia khi Thân vương gia tạm thời không thể thi hành quyền lực hoặc để chuẩn bị cho sự nối ngôi.

### Litva

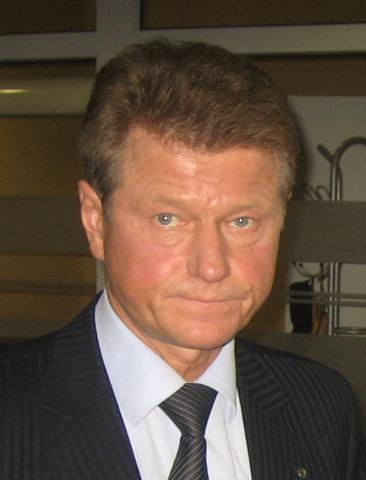
Tổng thống Litva Rolandas Paksas là nguyên thủ quốc gia châu Âu đầu tiên bị luận tội.

Ở Cộng hòa Litva, Tổng thống có thể bị luận tội bởi ít nhất ⅗ thành viên của Nghị viện (Seimas). Tổng thống Rolandas Paksas bị luận tội và cách chức ngày 6 tháng 4 năm 2014 sau khi bị Tòa án Hiến pháp Litva kết tội vi phạm lời tuyên thệ và Hiến pháp. Ông là nguyên thủ quốc gia châu Âu đầu tiên bị luận tội.

### Na Uy
Thành viên Chính phủ, đại biểu Nghị viện (Stortinget) và thẩm phán Tòa án Tối cao có thể bị luận tội vì những tội phạm hình sự liên quan đến chức vụ gây ra trong thời gian đương nhiệm theo điều 86 và 87 Hiến pháp năm 1814. Thủ tục luận tội được dựa trên thủ tục luận tội Hoa Kỳ. Việc luận tội đã xảy ra tám lần kể từ năm 1814, gần đây nhất là vào năm 1927. Các vụ án luận tội sẽ do một tòa án đặc biệt (Riksrett) xét xử.

### Philippines
Thủ tục luận tội ở Philippines giống với thủ tục ở Hoa Kỳ. Theo khoản 2 và 3, điều XI Hiến pháp Philippines, Viện dân biểu Philippines có đặc quyền bắt đầu thủ tục luận tội đó với Tổng thống, Phó thổng tống, thẩm phán Tòa án Tối cao, ủy viên của các Ủy ban Hiến pháp (Ủy ban Bầu cứ, Ủy ban Công vụ và Ủy ban Kiểm toán nhà nước), và Tổng thanh tra. Khi ít nhất ⅓ thành viên Viện dân biểu ủng hộ bản cáo trạng luận tội, nó sẽ được trình lên Thượng viện Philippines để xét xử và quyết định vụ án.
Khác với thủ tục của Hoa Kỳ, để luận tội Tổng thống chỉ cần ⅓ tổng số thành viên Viện dân biểu ủng hộ (thay vì đa số phiếu ủng hộ như ở Hạ viện Hoa Kỳ). Tại Thượng viện, một vài thành viên Viện dân biểu được chọn làm truy tố viên với các thượng nghị sĩ đóng vai trò như thẩm phán và Chủ tịch Thượng viện làm chủ tọa (nếu Tổng thống bị luận tội thì Chánh án Tòa án Tối cao và Chủ tịch Thượng viện làm đồng chủ toạ). Như ở Hoa Kỳ, để kết tội cán bộ thì cần ít nhất ⅔ (16 trong số 24) tổng số thượng nghị sĩ bỏ phiếu thuận. Nếu việc luận tội thất bại hoặc cán bộ bị luận tội được tuyên bố trắng án, cán bộ đó sẽ được miễn luận tội trong vòng một năm.

### Peru

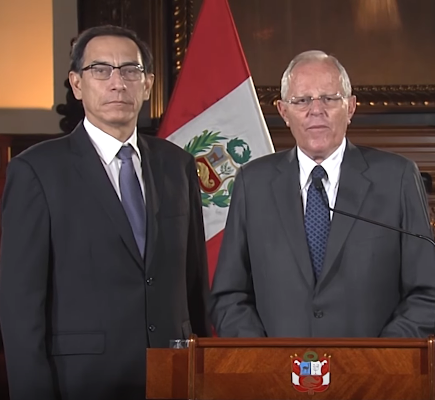
Tổng thống Peru Pedro Pablo Kuczynski phát biểu về việc bị luận tội.

Thủ tục luận tội Tổng thống Pedro Pablo Kuczynski lần thứ nhất được bắt đầu bởi Quốc hội Cộng hòa Peru ngày 15 tháng 12 năm 2017. Theo Chủ tịch Quốc hội Luis Galarreta, thủ tục có thể được hoàn thành trong chỉ một tuần. Sự kiện này là một phần của giai đoạn thứ hai của khủng hoảng chính trị Peru gây ra bởi xung đột giữa Chính quyền Tổng thống Pedro Pablo Kuczynski và Quốc hội do đảng Lực lượng Nhân dân kiểm soát. Việc luận tội bị Quốc hội bác bỏ ngày 21 tháng 12 năm 2017 vì không đủ phiếu thuận.

### Ba Lan
Ở Ba Lan, việc bàn giao vụ án cho Tòa án Quốc gia được sử dụng thay cho thủ tục luận tội. Thủ tục này cũng được dùng ở một số quốc gia khác đối với những người giữ chức vụ tương đương.

### România
Tổng thống România có thể bị luận tội bởi Nghị viện và sau đó bị đình chỉ chức vụ. Một cuộc trưng cầu dân ý sẽ được tổ chức để quyết định Tổng thống có bị cách chức hay không. Tổng thống Traian Băsescu đã bị luận tội hai lần bởi Nghị viện, vào năm 2007 và vào tháng 7 năm 2012. Một cuộc trưng cầu dân ý được tổ chức vày ngày 19 tháng 5 năm 2007 với đa số cử tri phản đối việc cách chức Tổng thống. Vào lần luận tội thứ hai, một cuộc trưng cầu dân được tổ chức vào ngày 29 tháng 7 năm 2012. Kết quả lần này ủng hộ cách chức tổng thống, nhưng kết quả bỏ phiếu bị hủy vì tỉ lệ cử tri bỏ phiếu quá thấp.

### Nga

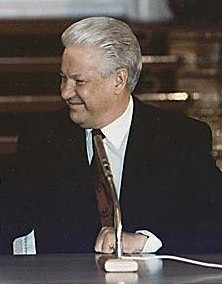
Tổng thống Boris Yeltsin đã thoát bị luận tội vài lần.

Vào năm 1999, thành viên của Hạ Viện Nga do Đảng Cộng sản Liên bang Nga dẫn đầu đã cố gắn luận tội Tổng thống Boris Yeltsin vì những cáo trạng liên quan đến vai trò của ông trong cuộc khủng hoảng Hiến pháp Nga 1993 và Chiến tranh Chechnya lần thứ nhất (1995-1996); tuy nhiên, mọi cố gắng để bắt đầu thủ tục luận tội đề thất bại.

### Singapore
Hiến pháp Singapore cho phép luận tội Tổng thống đương nhiệm vì tội phản quốc, vi phạm Hiến pháp, tham nhũng hoặc cố ý lừa dối Ủy ban Bầu cử Tổng thống để đủ điều kiện ứng cử. Thủ tướng Singapore hoặc ít nhất ¼ thành viên Nghị viện có thể khởi xướng một nghị quyết để luận tội mà sau đó cần có ít nhất một nửa tổng số nghị sĩ thông qua. Sau đó, Chánh án Tòa án Tối cao Singapore sẽ thành lập một hội đồng xét xử để điều tra những cáo trạng đối với Tổng thống. Nếu hội đồng kết tội Tổng thống, hoặc tuyên bố tổng thống "mất khả năng thi hành công vụ vĩnh viễn vì tổn hại sức khỏe tâm thần hoặc thể chất nghiêm trọng", Nghị viện sẽ biểu quyết để cách chức Tổng thống và phải cần ít nhất ¾ phiếu thuận để có hiệu lực. Chưa từng có Tổng thống nào bị cách chức.

### Nam Phi
Khi Liên hiệp Nam Phi được thành lập năm 1910, những cán bộ duy nhất có thể bị luận tội là Chánh án và thẩm phán Tòa án Tối cao Nam Phi. Phạm vi luận tội được mở rộng tới chức Tổng thống Quốc gia khi Nam Phi trở thành một nước cộng hòa năm 1961. Phạm vi được mở rộng tới chức Phó tổng thống Quốc gia năm 1981; và năm 1994 tới chức Phó tổng thống, Tổng thanh tra và Tổng kiểm toán. Từ năm 1997, ủy viên của một số ủy ban do Hiến pháp thành lập cũng có thể bị luận tội.

### Hàn Quốc
Theo điều 65(1) Hiến pháp Hàn Quốc, Tổng thống, Thủ tướng, thành viên Hội đồng Nhà nước, bộ trưởng, thẩm phán Tòa án Hiến pháp, thẩm phán, ủy viên Ủy ban Bầu cử Quốc gia, Chủ tịch và ủy viên Ủy ban Kiểm toán và Thanh tra có thể bị luận tội bởi Quốc hội vì vi phạm Hiến pháp hoặc nghĩa vụ do pháp luật quy định. Theo điều 65(2) Hiến pháp, để luận tội cần được phê chuẩn bởi đa số phiếu trong số ⅓ đại biểu. Tuy nhiên, trong trường hợp luận tội Tổng thống thì phải có đa số phiếu thuận trong số ⅔ đại biểu. Sau khi Quốc hội ra quyết định luận tội, vụ án được trình lên Tòa án Hiến pháp để xét xử theo điều 111(1) Hiến pháp. Trong khoản thời gian này, cán bộ bị luận tội bị đình chỉ thi hành chức vụ theo điều 65(3) Hiến pháp.
Từ khi nước Đại Hàn Dân Quốc được thành lập năm 1948, đã có hai Tổng thống bị luận tội. Roh Moo-hyun bị Quốc hội luận tội năm 2004 nhưng vụ án bị bãi bỏ bởi Tòa án Hiến pháp. Park Geun-hye bị Quốc hội luận tội năm 2016 và việc luận tội được Tòa án Hiến pháp phê chuẩn ngày 10 tháng 3 năm 2017.
Vào tháng 2 năm 2021, thẩm phán Lim Seong-geun của Tòa án Cấp cao Busan bị luận tội bởi Quốc hội vì can thiệp vào những vụ án mang tính chất chính trị. Đây là lần đầu tiên một thẩm phán bị luận tội trong lịch sử Hàn Quốc. Khác với luận tội Tổng thống, luận tội thẩm phản chỉ cần số phiếu quá bán trong Quốc hội. Vụ án bị bãi bỏ bởi Tòa án Tối cao vì nhiệm kỳ của thẩm phán Lim kết thúc trước khi Tòa quyết định bản án.

### Thổ Nhĩ Kỳ
Ở Thổ Nhĩ Kỳ, theo Hiến pháp, Hội nghị Đại quốc dân Thổ Nhĩ Kỳ có thể bắt đầu điều tra Tổng thống, Phó tổng thống và thành viên Nội các sau khi được đa số đại biểu ủng hộ và được ít nhất ⅗ đại biểu phê chuẩn. Việc điều tra sẽ được tiến hành bởi một ủy ban gồm 15 thành viên được chọn bởi các đảng phái theo tỉ lệ số ghế. Ủy ban sẽ gửi báo cáo lên Chủ tịch Hội nghị trong vòng hai tháng. Nếu sau hai tháng ủy ban vẫn chưa hoàn thành việc điều tra, thời hạn có thể được kéo dài thêm một tháng. Trong vòng 10 ngày kể từ khi báo cáo lên Chủ tịch, mỗi đại biểu sẽ nhận được bản báo cáo, và 10 ngày sau đó, bản báo cáo sẽ được Hội nghị thảo luận. Sau khi bỏ phiếu kín, nếu ít nhất ⅔ đại biểu phê chuẩn, người bị luận tội sẽ bị xét xử trước Tòa án Hiến pháp. Việc xét xử phải được hoàn thành trong vòng ba tháng, nếu không thì thời hạn có thể được kéo dài thêm ba tháng nữa. Trong thời gian bị điều tra, Tổng thống không được phép ra lệnh tổ chức bầu cử. Nếu bị kết thội bởi Tòa án, Tổng thống sẽ bị cách chức.

### Anh Quốc
Ở Anh, trên lý thuyết thì bất kỳ ai cũng có thể bị khởi tố và xét xử bởi hai viện của Quốc hội vì bất kỳ tội gì. Vụ luận tội đầu tiên được ghi nhận là vụ luận tội William Latimer, Đệ tứ Nam tước Latimer vào năm 1376. Vụ gần đây nhất là vụ luận tội Henry Dundas, Đệ nhất Tử tước Melville, được bắt đầu vào năm 1805 và kết thúc vào tháng 6 năm 1806 khi ông được trắng án. Sau nhiều thế kỷ, thủ tục này được bổ trợ bởi những cơ quan, thủ tục khác như các ủy ban đặc biệt, bỏ phiếu bất tín nhiệm và phúc hạch tư pháp. Việc xét xử thượng nghị sĩ trong Thượng Nghị viện đã bị bãi bỏ vào năm 1948, vì vậy việc luận tội ở Anh được xem là lỗi thời vì thiếu tính dân chủ và công bằng trong các thủ tục.

### Hoa Kỳ

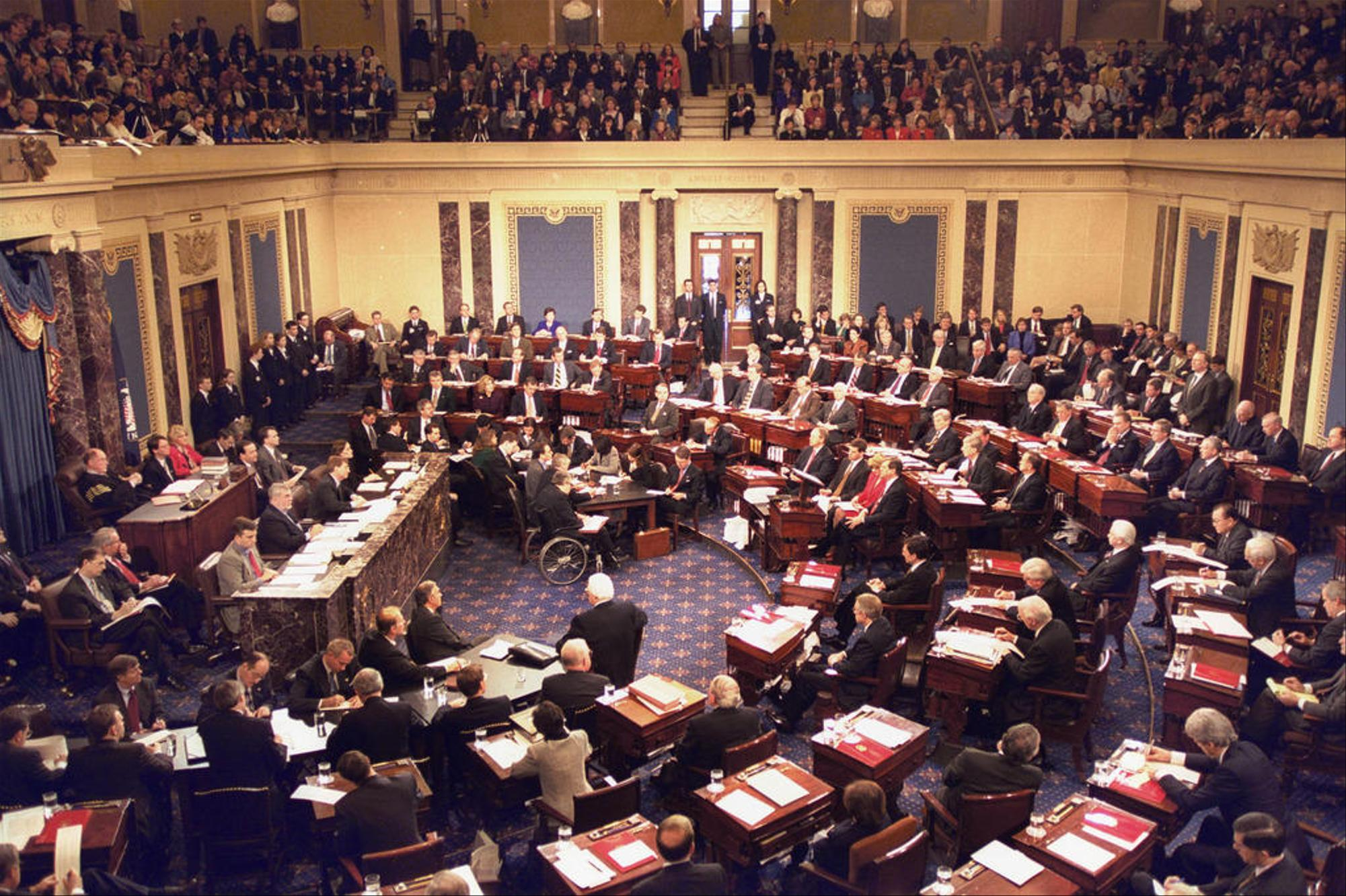
Vụ xét xử luận tội Tổng thống Hoa Kỳ Bill Clinton năm 1999, Chánh án William Rehnquist làm chủ tọa.

Trong hệ thống liên bang, Điều Một của Hiến pháp Hoa Kỳ quy định rằng Hạ viện Hoa Kỳ có "đặc quyền luận tội" và Thượng viện có "đặc quyền xét xử mọi vụ luận tội". Điều Hai Hiến pháp quy định "Tổng thống, Phó Tổng thống và mọi công chức Hoa Kỳ bị cách chức sau khi bị luận tội và kết án tội Phản quốc, Hối lộ, và các tội ác nghiêm trọng khác." Ở Hoa Kỳ, việc luận tội là một trong hai bước của thủ tục; một cán bộ, công chức có thể bị luận tội bởi đa số phiếu ở Hạ viện, nhưng việc kết tội và cách chức cần "sự đồng thuận của hai phần ba số thành viên có mặt" ở Thượng viện. Luận tội ở đây tương đương với việc khởi tố.
Hạ viện Hoa Kỳ đã luận tội tổng cộng 21 lần từ năm 1789: bốn lần đối với tổng thống, 15 lần đối với các thẩm phán liên bang, một lần đối với một bộ trưởng và một lần với một thượng nghị sĩ. Trong tổng số 21 lần, Thượng viện bỏ phiếu cách chức 8 thẩm phán liên bang. Bốn lần luận tội Tổng thống là: Andrew Johnson năm 1868, Bill Clinton năm 1998 và Donald Trump năm 2019 và vào năm 2021. Cả bốn vụ luận tội này đều được Thượng viện xử trắng án. Hạ viện cũng đã bắt đầu thủ tục luận tội đối với Richard Nixon nhưng ông từ chức năm 1974 để tránh bị luận tội.
Hầu hết hiến pháp của các tiểu bang đều quy định thủ tục luận tội dành cho chính quyền bang và cho phép các cơ quan lập pháp tiểu bang luận tội cán bộ, công chức của chính quyền tiểu bang. Từ năm 1789 đến năm 2008, đã có 14 thống đốc bang bị luận tội (trong đó có hai thống đốc bị luận tội hai lần), trong số đó có bảy thống đốc bị kết tội.